# 佐々木美玲
佐々木 美玲（ささき みれい、1999年〈平成11年〉12月17日 - ）は、日本の元アイドル、ファッションモデルであり、女性アイドルグループ日向坂46の元メンバー、『non-no』の元専属モデルである。神奈川県生まれ、兵庫県出身。Queen-B所属。

## 略歴
1999年（平成11年）12月17日、神奈川県で生まれる。父親の仕事の都合で幼少期を台湾で過ごし、小学5年生の時に帰国した。帰国後、大阪府にある芸能事務所に所属。事務所内で行われたアイドルオーディションに合格し、アイドルとして活動していた。
2016年（平成28年）5月8日、『けやき坂46 メンバーオーディション』に合格する。同年10月28日には、赤坂BLITZで行われたけやき坂46の初単独イベント『ひらがなおもてなし会』に参加した。
2017年（平成29年）10月20日より放送のドラマ『Re:Mind』（テレビ東京）で、ドラマ初主演を務めた。
2018年（平成30年）3月7日に発売された欅坂46の6thシングル『ガラスを割れ！』の収録楽曲「イマニミテイロ」で、自身初のセンターポジションを担当している。同年6月20日に発売されたけやき坂46の1stアルバム『走り出す瞬間』のリード曲「期待していない自分」では、アルバムリード曲では自身初のセンターポジションを担当している。また、同アルバムには自身初となるソロ歌唱曲「わずかな光」も収録されている。
2019年（平成31年）1月1日に公開されたAimerの楽曲「花びらたちのマーチ」のMVで、主演を務めている。同年2月11日、自身の所属するグループが、けやき坂46から日向坂46に改称された。同年2月14日に、『non-no』（集英社）の2019年4月号から同誌の専属モデルに起用されることが発表された。同年3月15日には、自身初の冠番組『開店!みーぱんベーカリー』（テレ朝チャンネル）が放送された。
2020年（令和2年）3月25日、日本テレビ系の情報番組『ZIP!』内のコーナー「流行ニュース キテルネ！」のリポーターに就任することが発表された。同年9月23日にリリースされた日向坂46の1stアルバム『ひなたざか』のリード曲「アザトカワイイ」で、再びアルバムリード曲のセンターポジションを担当している。グループのアルバムリード曲では、けやき坂46時代の「期待していない自分」に続いて2作連続でセンターポジションを担当している。また、日向坂46に改名して以降のシングル表題曲またはアルバムリード曲でセンターポジションを担当するのは、小坂菜緒に次いで2人目である。同年10月31日現在の2020年の個人でのテレビ番組出演回数は77回を数え、グループ1位となっている。
2021年（令和3年）4月29日より放送のドラマ『声春っ！』（日本テレビ）では、同グループの丹生明里と共に主演を務めた。また、ドラマの主題歌「声の足跡」では、W主演の丹生明里と共にセンターポジションを担当している。同年5月25日、健康診断の結果から精密診断を受けたところ、一週間ほどの入院が必要と診断されたため、当面の活動休止を発表した。同年6月11日、退院したことを発表し、同年6月20日の「オンラインミート&グリート」より活動を再開している。その後、同年7月11日に開催された『W-KEYAKI FES. 2021』にて、正式に活動再開を報告した。同年7月6日から10月29日までは、同年6月26日に活動休止を発表した小坂菜緒に代わって『星のドラゴンクエスト presents 日向坂46 小坂菜緒の「小坂なラジオ」』（TOKYO FM）のパーソナリティを務めた。同年11月5日からは同番組が『星のドラゴンクエスト presents 日向坂46 佐々木美玲の「ホイミーぱん」』へとリニューアルし、継続してメインパーソナリティを務めていた。
2022年（令和4年）4月1日、同グループ1期生の影山優佳と共にパーソナリティを務める形で『ローソン presents 日向坂46のほっとひといき!』（TOKYO FM）の放送が開始された。同年5月8日には、自身のInstagramアカウントを開設した。
2024年（令和6年）8月23日放送の『ローソン presents 日向坂46のほっとひといき!』内で、二級小型船舶操縦士免許取得を報告。同年12月17日、1st写真集『陽射しのパレード』（集英社）を発売。同写真集は、発売初週に3.2万部を売り上げ、同年12月30日付のオリコン週間写真集ランキングで1位を獲得した。
2025年（令和7年）1月6日、自身のブログにて、同年1月29日発売の日向坂46の13thシングル『卒業写真だけが知ってる』での活動をもって、日向坂46を卒業すると発表した。同年4月5日、横浜スタジアムにて開催された『6回目のひな誕祭』で、卒業セレモニーが実施された。同年7月1日、Queen-Bに所属することを発表した。同年7月18日発売の『non-no』（集英社）の9月号をもって、同誌の専属モデルを卒業した。

## 人物
愛称は、みーぱん。神奈川県生まれ、兵庫県育ちであり、小学5年生になるまでの4年間は台湾に住んでいた。
明るいキャラクターとしても知られており、佐々木の魅力は「高いパフォーマンス力、番組でのチャレンジ精神、周囲を愛し、愛される人柄など」であると評するメディアもある。日向坂46の冠番組『日向坂で会いましょう』（テレビ東京）のMCを務めるオードリー・若林正恭は、佐々木について「芯が強い」と評している。
表現力に定評があり、特に、けやき坂46の楽曲「期待していない自分」でのパフォーマンスについて、高い評価を受けている。また、ドラマ『女子グルメバーガー部』（テレビ東京）で共演していた大原優乃は、同曲での佐々木のパフォーマンスに圧倒されたと述べている。

### 交友関係
ドラマで共演していた大原優乃とは、互いに「ゆーベイビー」「みーぱん」と呼び合う仲である。
かつて欅坂46に所属していた米谷奈々未とのコンビには、「米粉パン」という愛称があった。
日向坂46では、2期生の河田陽菜と濱岸ひより、3期生の山口陽世を「娘」「ベイビー」と呼んで愛でており、この三者も佐々木を「母」と慕っている。佐々木とこの3人は、ユニット「みーぱんファミリー」を組んでいる（後述）。特に、濱岸は佐々木のことを強く慕っており、濱岸が療養のため活動休止していた際には佐々木が精神的な支えになっていたという。活動再開後、濱岸が「みーぱんさんがいなかったら戻れなかったかもしれない」と述べるほど、佐々木は濱岸を気にかけていたという。

### 嗜好・趣味
好きな食べ物として、パンを挙げている。毎日パンを食べて育ってきたといい、将来は「パン屋さんになりたい」と公言しているほどである。けやき坂46加入前には、パン屋でアルバイトをしていた経験もある。けやき坂46時代の冠番組『ひらがな推し』（テレビ東京）での、メンバーに興味をもってもらいたいことをプレゼンする企画では、パンを題材にしている。パンは「仲の良い親友」であるとも語っている。
aikoや安室奈美恵、back number、ONE OK ROCK、WANIMA、SCANDAL、Avenged Sevenfoldなど、様々なアーティストの楽曲を聴いている。また、アイドル好きで 、わーすたの三品瑠香や、GEM、Party Rockets GT、東京女子流、PiiiiiiiNなどのグループを推している。初めて購入した写真集は℃-ute。
激辛料理が好きで、欅坂46の冠番組『欅って、書けない？』（テレビ東京）では、激辛麻婆豆腐を顔色を変えずに食し、MCの土田晃之とハライチ・澤部佑を驚かせた。2020年2月10日放送の『有吉ゼミ』（日本テレビ）内企画「超激辛チャレンジグルメ」に出演した際には、激辛グルメを制限時間内に完食。インターネット上では、自身の愛称である「みーぱん」がトレンドに入るなど話題となった。2022年11月21日放送の同番組内でも、再び激辛グルメを制限時間内に完食した。
日向坂46の冠番組『日向坂で会いましょう』（テレビ東京）内で、2021年上半期の個人的な出来事として、現場に養命酒の一升瓶を持ち込み、飲み始めたことを明かした。同メンバー1期生の潮紗理菜には、現場で勢いよく飲んでいたことを明かされているが、アルコールはあまり弱くなく、酔うことはないという。

### 特技
スーパーボールすくいが得意である。家にスーパーボールとポイを用意して、風呂で遊んでいた。けやき坂46時代の冠番組『ひらがな推し』（テレビ東京）では、1分間に42個のスーパーボールを掬っている。
また、ピアノやバイオリンの経験があり、ギターも自己流で練習をしている。帰国子女だが中国語はまったく出来ない。

### けやき坂46・日向坂46
ペンライトカラーは、    イエロー ×     イエロー。
キャッチコピーは「あんぱん しょくぱん みーぱん」。
佐々木について「けやき坂46時代からのエース」と評するメディアもある。
メンバー想いであり、自身の公式ブログでは「みんなだーーいすきってことを今日も言いたいです！」「みんならぶーーーー」などとたびたびメンバーへの愛を綴っている。

#### 楽曲・ユニット
「イマ二ミテイロ」「期待していない自分」「アザトカワイイ」「声の足跡」など複数曲でセンターポジションを担当している。
日向坂46内のユニットでは、柿崎芽実との「三輪車に乗りたい」を歌唱するユニット「フランスパン」、加藤史帆、高本彩花、佐々木久美、小坂菜緒との「Footsteps」を歌唱するユニット「浅草姉妹」、加藤史帆、齊藤京子、佐々木久美、齊藤京子、小坂菜緒、渡邉美穂との「窓を開けなくても…」を歌唱するユニット、加藤史帆、齊藤京子との「どうして雨だと言ったんだろう？」を歌唱するユニット「きずなーず」、「酸っぱい自己嫌悪」を歌唱するユニット「みーぱんファミリー」に所属している。楽曲を持たない非公式ユニットとしては、影山優佳との「かげぱん」、渡邉美穂との「キキララ」などがある。
けやき坂46・日向坂46の楽曲の中で好きなものは、「JOYFUL LOVE」。

## 作品

### シングル
けやき坂46
- ひらがなけやき（2016年8月10日、SRCL-9153）- EAN 4988009130866。
- 誰よりも高く跳べ！（2016年11月30日、SRCL-9269/70）- EAN 4547366279382。
- W-KEYAKIZAKAの詩（2017年4月5日、SRCL-9394/402）- EAN 4547366301281。
- 僕たちは付き合っている（2017年4月5日、SRCL-9400/1）- EAN 4547366301281。
- それでも歩いてる（2017年10月25日、SRCL-9583/4）- EAN 4547366331646。
- NO WAR in the future（2017年10月25日、SRCL-9583/4）- EAN 4547366331646。
- イマニミテイロ（2018年3月7日、SRCL-9738/9）- EAN 4547366350272。
- ハッピーオーラ（2018年8月15日、SRCL-9924/5）- EAN 4547366371086。
- 君に話しておきたいこと（2019年2月27日、SRCL-9985/6）- EAN 4547366383324。
- 抱きしめてやる（2019年2月27日、SRCL-9985/6）- EAN 4547366383324。

日向坂46
- キュン（2019年3月27日、SRCL-11121/7）- EAN 4547366399219。
- JOYFUL LOVE（2019年3月27日、SRCL-11121/7）- EAN 4547366399219。
- 耳に落ちる涙（2019年3月27日、SRCL-11121/2）- EAN 4547366399219。
- Footsteps（2019年3月27日、SRCL-11123/4）- EAN 4547366399226。
- ときめき草（2019年3月27日、SRCL-11125/6）- EAN 4547366399233。
- ドレミソラシド（2019年7月17日、SRCL-11220/6）- EAN 4547366412871。
- キツネ（2019年7月17日、SRCL-11220/6）- EAN 4547366412871。
- My god（2019年7月17日、SRCL-11220/1）- EAN 4547366412871。
- こんなに好きになっちゃっていいの？（2019年10月2日、SRCL-11310/6）- EAN 4547366422436。
- ホントの時間（2019年10月2日、SRCL-11310/6）- EAN 4547366422436。
- 川は流れる（2019年10月2日、SRCL-11316）- EAN 4547366422467。
- ソンナコトナイヨ（2020年2月19日、SRCL-11450/6）- EAN 4547366442526。
- 青春の馬（2020年2月19日、SRCL-11450/6）- EAN 4547366442526。
- 好きということは…（2020年2月19日、SRCL-11450/1）- EAN 4547366442526。
- 窓を開けなくても（2020年2月19日、SRCL-11452/3）- EAN 4547366442533。
- 君しか勝たん（2021年5月26日、SRCL-11794/802）- EAN 4547366504392。
- 声の足跡（2021年5月26日、SRCL-11794/802）- EAN 4547366504392。
- どうする？どうする？どうする？（2021年5月26日、SRCL-11798/9）- EAN 4547366504415。
- 膨大な夢に押し潰されて（2021年5月26日、SRCL-11802）- EAN 4547366504439。
- ってか（2021年10月27日、SRCL-11941/9）- EAN 4547366527520。
- 何度でも何度でも（2021年10月27日、SRCL-11941/9）- EAN 4547366527520。
- 思いがけないダブルレインボー（2021年10月27日、SRCL-11941/2）- EAN 4547366527520。
- 酸っぱい自己嫌悪（2021年10月27日、SRCL-11947/8）- EAN 4547366527551。
- アディショナルタイム（2021年10月27日、SRCL-11949）- EAN 4547366527568。
- 僕なんか（2022年6月1日、SRCL-12140/8）- EAN 4547366557145。
- 飛行機雲ができる理由（2022年6月1日、SRCL-12140/8）- EAN 4547366557145。
- 真夜中の懺悔大会（2022年6月1日、SRCL-12144/5）- EAN 4547366557183。
- 知らないうちに愛されていた（2022年6月1日、SRCL-12148）- EAN 4547366557176。
- 月と星が踊るMidnight（2022年10月26日、SRCL-12320/8）- EAN 4547366583045。
- HEY!OHISAMA!（2022年10月26日、SRCL-12320/8）- EAN 4547366583045。
- 10秒天使（2022年10月26日、SRCL-12322/3）- EAN 4547366583052。
- 一生一度の夏（2022年10月26日、SRCL-12328）- EAN 4547366583076。
- One choice（2023年4月19日、SRCL-12490/8）- EAN 4547366612684。
- 恋は逃げ足が早い（2023年4月19日、SRCL-12490/8）- EAN 4547366612684。
- 愛はこっちのものだ（2023年4月19日、SRCL-12490/1）- EAN 4547366612684。
- 友よ 一番星だ（2023年4月19日、SRCL-12498）- EAN 4547366612714。
- Am I ready?（2023年7月26日、SRCL-12610/8）- EAN 4547366625868。
- 接触と感情（2023年7月26日、SRCL-12610/1）- EAN 4547366625868。
- 骨組みだらけの夏休み（2023年7月26日、SRCL-12612/3）- EAN 4547366625875。
- ガラス窓が汚れてる（2023年7月26日、SRCL-12618）- EAN 4547366625899。
- 君はハニーデュー（2024年5月8日、12860/8）- EAN 4547366670318。
- 僕に続け（2024年5月8日、SRCL-12868）- EAN 4547366670301。
- 絶対的第六感（2024年9月18日、SRCL-13000/8）- EAN 4547366698114
- 永遠のソフィア（2024年9月18日、SRCL-13000/1）- EAN 4547366698114。
- 卒業写真だけが知ってる（2025年1月29日、SRCL-13120/8）- EAN 4547366719680。
- 孤独たちよ（2025年1月29日、SRCL-13120/1）- EAN 4547366719680。
- Instead of you（2025年1月29日、SRCL-13126/7）- EAN 4547366719727。

坂道AKB
- 初恋ドア（2019年3月13日、KIZM-90615/6）- EAN 4988003543921。

### アルバム
欅坂46
- 真っ白なものは汚したくなる（2017年7月19日、SRCL-9482/8）- EAN 4547366318470。

けやき坂46
- 走り出す瞬間（2018年6月20日、SRCL-9825/9）- EAN 4547366358575。

日向坂46
- ひなたざか（2020年9月23日、SRCL-11580/4）- EAN 4547366470109。
- 脈打つ感情（2023年11月8日、SRCL‐12720/6）‐ EAN 4547366647020。

### 映像作品
- けやき坂46（2016年11月30日）- EAN 4547366279399。
- 柿崎芽実・佐々木美玲（2017年4月5日）- EAN 4547366301250。
- グループ発展祈願の旅 〜埼玉編〜（2017年10月25日）- EAN 4547366331653。
- けやき坂46 1期生特典映像（2018年3月7日）- EAN 4547366350289。
- ひらがな武道館 〜Day3 Special Selection〜（2018年6月20日）- EAN 4547366358575。
- ひらがな全国ツアー2017 Live&Documentary（2018年6月20日）- EAN 4547366358582。
- KEYABINGO!3（2018年6月29日）- EAN 4988021715874、EAN 4988021146951。
- Re:Mind（2018年7月4日）- EAN 4517331041733、EAN 4517331041726。
- 米谷奈々未×佐々木美玲 自撮りTV（2018年8月15日）- EAN 4547366371086。
- KEYABINGO!4 ひらがなけやきって何?（2018年11月9日）- EAN 4988021716512、EAN 4988021147545。
- マギアレコード 魔法少女まどか☆マギカ外伝（2019年2月27日）- EAN 4534530114068、EAN 4534530114075。
- けやき坂46ストーリー 〜ひなたのほうへ〜（2019年3月27日）- EAN 4547366399219。
- はじめて心霊スポットに行ってみた（2019年7月17日）- EAN 4547366412871。
- ひなたの休日（2019年10月2日）- EAN 4547366422450。
- HINABINGO!（2019年11月22日）- EAN 4988021717656、EAN 4988021148740。
- 日向坂46 大富豪No.1決定戦（2020年2月19日）- EAN 4547366442526、EAN 4547366442533、EAN 4547366442540。
- HINABINGO!2（2020年4月3日）- EAN 4988021718011、EAN 4988021140089。
- DASADA（2020年5月22日）- EAN 4988021718073、EAN 4988021140157。
- 日向坂46デビューカウントダウンライブ!! in 横浜アリーナ 〜けやき坂46 LAST LIVE〜（2020年9月23日）- EAN 4547366470109。
- 日向坂46デビューカウントダウンライブ!! in 横浜アリーナ 〜日向坂46 FIRST LIVE〜（2020年9月23日）- EAN 4547366470116。
- 3年目のデビュー（2021年1月20日）- EAN 4517331070719、EAN 4517331070726。
- 〜ひらがな推し〜「としちゃんと愉快な仲間たち編」（2021年3月31日）- EAN 4547366499780。
- 〜ひらがな推し〜「京子さん、何してんですか編」（2021年3月31日）- EAN 4547366499803。
- 〜ひらがな推し〜「日向のバラエティ女王誕生編」（2021年3月31日）- EAN 4547366499810。
- 〜ひらがな推し〜「パンの鉄砲を撃ちますよ編」（2021年3月31日）- EAN 4547366499797。
- 〜ひらがな推し〜「あだ名がおたけになりました編」（2021年3月31日）- EAN 4547366499773。
- みーぱんの目指せ！ドッグトレーナー（2021年5月26日）- EAN 4547366504392。
- 声春っ!（2021年9月15日）- EAN 4988021718714、EAN 4988021140959。
- ひなたの夏休み（2021年10月27日）- EAN 4547366527551。
- 賭ケグルイ双（2021年10月29日）- EAN 4589921414005、EAN 4589921414012。
- 〜ひらがな推し〜初ガツオを推すしかない編（2022年1月1日）- EAN 4547366540796。
- 〜ひらがな推し〜好きな人いるの?ニブだよ編（2022年1月1日）- EAN 4547366540772。
- 〜ひらがな推し〜ヘビーリトルトゥース誕生編（2022年1月1日）- EAN 4547366540765。
- 〜ひらがな推し〜埼玉と春日が生んだ怒涛の起爆剤編（2022年1月1日）- EAN 4547366540789。
- 〜ひらがな推し〜いつでもどこでも変化球編（2022年1月1日）- EAN 4547366540758。
- ひなたのバス旅（2022年6月1日）- EAN 4547366557145、EAN 4547366557183。
- 日向坂46 3周年記念MEMORIAL LIVE 〜3回目のひな誕祭〜 in 東京ドーム（2022年7月20日）- EAN 4547366568318、EAN 4547366568301。
- 渡邉美穂 卒業セレモニー（2022年10月26日）- EAN 4547366583045、EAN 4547366583052。
- 希望と絶望（2022年12月21日）- EAN 4550450021729、EAN 4550450021736。
- 〜日向坂で会いましょう〜加藤史帆のバーベキューで会いましょう（2023年1月1日）- EAN 4547366595888。
- 〜日向坂で会いましょう〜佐々木久美の野球で会いましょう（2023年1月1日）- EAN 4547366595901。
- 〜日向坂で会いましょう〜金村美玖のオードリーに会いましょう（2023年1月1日）- EAN 4547366595895。
- 〜日向坂で会いましょう〜小坂菜緒のヒットキャンペーンで会いましょう（2023年1月1日）- EAN 4547366595918。
- 〜日向坂で会いましょう〜丹生明里の団体戦で会いましょう（2023年1月1日）- EAN 4547366595925。
- Happy Smile Tour 2022（2023年4月19日）- EAN 4547366612684、EAN 4547366612691。
- W-KEYAKI FES. 2022（2023年7月26日）- EAN 4547366625868、EAN 4547366625875。
- 日向坂46 4周年記念MEMORIAL LIVE 〜4回目のひな誕祭〜 in 横浜スタジアム（2023年9月13日）- EAN 4547366634235、EAN 4547366634228。
- 日向坂46「Happy Train Tour 2023」in 大阪城ホール（2023年11月8日）- EAN 4547366647020、EAN 4547366647037。
- ひらがなくりすます2018 & ひなくり2019〜2022 Complete Box（2023年12月24日）- EAN 4547366655889。
- 〜日向坂で会いましょう〜齊藤京子の野球を好きになりましょう（2024年1月31日）- EAN 4547366660821。
- 〜日向坂で会いましょう〜佐々木美玲のおひさまたちを釣りましょう（2024年1月31日）- EAN 4547366660791。
- 〜日向坂で会いましょう〜河田陽菜の秋頃に会いましょう（2024年1月31日）- EAN 4547366660784。
- 〜日向坂で会いましょう〜松田好花のリトルトゥースになりましょう（2024年1月31日）- EAN 4547366660807。
- 〜日向坂で会いましょう〜上村ひなのの三期生に出会いましょう（2024年1月31日）- EAN 4547366660814。
- 日向坂46 齊藤京子卒業コンサート&5周年記念MEMORIAL LIVE 〜5回目のひな誕祭〜 in 横浜スタジアム（2024年7月24日）- EAN 4547366690101、EAN 4547366690088。
- BEST MUSIC VIDEO COLLECTION 2015-2024（2024年12月3日）- EAN 4547366713909。
- 〜日向坂で会いましょう〜新年早々バトりましょう（2025年4月9日）- EAN 4547366731361。
- 〜日向坂で会いましょう〜OBKを炙り出しましょう（2025年4月9日）- EAN 4547366731323。
- 〜日向坂で会いましょう〜ポンコツたちを集めましょう（2025年4月9日）- EAN 4547366731330。
- 〜日向坂で会いましょう〜四期生を知ってもらいましょう（2025年4月9日）- EAN 4547366731354。
- 〜日向坂で会いましょう〜宮崎に行きましょう（2025年4月9日）- EAN 4547366731347。
- ひなたフェス2024（2025年5月21日）- EAN 4547366743081、EAN 4547366743098、EAN 4547366743104。
- Behind the scenes of ひなたフェス2024（2025年5月21日）- EAN 4547366743111。
- 日向坂46 6周年記念MEMORIAL LIVE 〜6回目のひな誕祭〜 in 横浜スタジアム（2025年7月23日）- EAN 4547366757309、EAN 4547366757316、EAN 4547366757323。

## 出演

### テレビドラマ
- Re:Mind（2017年10月20日 - 12月29日、テレビ東京）- 佐々木美玲 役[12]。
- DASADAシリーズ（日本テレビ）- 岡田いちご 役[75]。
  - DASADA（2020年1月16日 - 3月19日）[76]
  - DASADA 〜未来へのカウントダウン〜（2020年7月2日 - 9月10日）[77]
- 女子グルメバーガー部 第1話・最終話（2020年7月11日・9月26日、テレビ東京）- 主演・森林映美 役[注 4]。
- 声春っ！（2021年4月29日 - 7月1日、日本テレビ）- 主演・日ノ輪めいこ 役[注 5][80]。
- ぴーすおぶけーき（2022年10月26日 - 12月14日、日本テレビ）- 主演・中村直 役[注 6][81]。

### 配信ドラマ
- 賭ケグルイ双（2021年3月26日 - 4月16日、Amazon Prime Video）- 佐渡みくら 役[82][83][84]。

### ラジオ
- 星のドラゴンクエスト presents 日向坂46 小坂菜緒の「小坂なラジオ」（2021年7月16日 - 10月29日、TOKYO FM）- 代理パーソナリティー[85]。
- 星のドラゴンクエスト presents 日向坂46 佐々木美玲の「ホイミーぱん」（2021年11月5日 - 2022年3月25日、TOKYO FM）- パーソナリティ[86]。
- ローソン presents 日向坂46のほっとひといき!（2022年4月1日 - 2025年4月4日、TOKYO FM）- パーソナリティ[87][88]。

### バラエティ
- 開店!みーぱんベーカリー（2019年3月15日、テレ朝チャンネル）[18]

### 情報番組
- ZIP!（2020年3月25日 - 、日本テレビ）-「流行ニュース キテルネ！」リポーター[19]。

### 舞台
- あゆみ（2018年4月20日 - 5月6日、AiiA 2.5 Theater Tokyo）- チームカスタネット[89]。
- マギアレコード 魔法少女まどか☆マギカ外伝（2018年8月24日 - 9月9日、TBS赤坂ACTシアター）- 七海やちよ 役[90]。
- ぴーすおぶけーき（2023年1月20日 - 29日、天王洲 銀河劇場）- 主演・中村直 役[注 6]。
- SPY×FAMILY（2023年3月8日 - 29日、東京・帝国劇場 / 4月11日 - 16日、兵庫・兵庫県立芸術文化センター / 5月3日 - 21日、福岡・博多座）- ヨル・フォージャー 役[注 7][91][92]。

### ミュージックビデオ
- Aimer「花びらたちのマーチ」（2019年1月9日、SME Records）[15]

### ファッションショー
- 東京ガールズコレクション
  - SDGs推進 TGC しずおか 2019 by TOKYO GIRLS COLLECTION（2019年1月12日、ツインメッセ静岡）[93]
  - マイナビ presents 第28回 東京ガールズコレクション2019 SPRING / SUMMER（2019年3月30日、横浜アリーナ）[94]
  - TGC KUMAMOTO 2019 by TOKYO GIRLS COLLECTION（2019年4月20日、グランメッセ熊本）[95]
  - マイナビ presents 第29回 東京ガールズコレクション 2019 AUTUMN/WINTER（2019年9月7日、さいたまスーパーアリーナ）[96]
  - TGC KITAKYUSHU 2019 by TOKYO GIRLS COLLECTION（2019年10月5日、西日本総合展示場新館）[97]
  - SDGs推進 TGC しずおか 2020 by TOKYO GIRLS COLLECTION（2020年1月11日、ツインメッセ静岡）[98]
  - 第30回 マイナビ 東京ガールズコレクション 2020 SPRING / SUMMER（2020年2月29日、オンライン配信）[99]
  - 第31回 マイナビ 東京ガールズコレクション 2020 AUTUMN / WINTER ONLINE（2020年9月5日、オンライン配信）[100]
  - 第32回 マイナビ 東京ガールズコレクション 2021 SPRING / SUMMER（2021年2月28日、オンライン配信）[101]
  - 第33回 マイナビ 東京ガールズコレクション 2021 AUTUMN / WINTER（2021年9月4日、さいたまスーパーアリーナ）[102]
  - 第34回 マイナビ 東京ガールズコレクション 2022 SPRING / SUMMER（2022年3月21日、国立代々木競技場第一体育館）[103]
  - 第35回 マイナビ 東京ガールズコレクション 2022 AUTUMN / WINTER（2022年9月3日、さいたまスーパーアリーナ）[104]
  - 第37回 マイナビ 東京ガールズコレクション 2023 AUTUMN / WINTER（2023年9月2日、さいたまスーパーアリーナ）[105]
  - 第38回 マイナビ 東京ガールズコレクション 2024 SPRING / SUMMER（2024年3月2日、国立代々木競技場第一体育館）[106]
  - CREATEs presents TGC KITAKYUSHU 2024 by TOKYO GIRLS COLLECTION（2024年10月12日、西日本総合展示場新館）[107]
- GirlsAward
  - Rakuten GirlsAward 2019 SPRING / SUMMER（2019年5月18日、幕張メッセ）[108]
  - Rakuten GirlsAward 2019 AUTUMN / WINTER（2019年9月28日、幕張メッセ）[109]
  - Tokyo Virtual Runway Live by GirlsAward Vol.1（2020年6月27日、オンライン配信）[110]
  - Rakuten GirlsAward 2022 SPRING / SUMMER（2022年5月14日、幕張メッセ）[111]
  - Rakuten GirlsAward 2023 AUTUMN / WINTER（2023年9月30日、幕張メッセ）[112]
  - Rakuten GirlsAward 2024 SPRING / SUMMER（2024年5月3日、国立代々木競技場第一体育館）[113]
  - Rakuten GirlsAward 2024 AUTUMN / WINTER（2024年10月19日、幕張メッセ）[114]

### イベント
- ザンビ THE ROOM 最後の選択（2019年7月31日 - 8月11日、渋谷ヒカリエ ヒカリエホール）[115]
- TOKYOユニコレ2019 ニッポン応援宣言（2019年11月9日、六本木ヒルズアリーナ）[116]

### CM
- 日向坂46 新メンバーオーディション 佐々木美玲 編（2022年3月21日 - ）[117]

## 書籍

### 雑誌連載
- non-no（2019年2月20日-2025年7月18日、集英社）- 専属モデル[1][7]。

### 写真集
- 陽射しのパレード（2024年12月17日、集英社）[35][36]